# Landelijk Dienstencentrum voor de Rechtspraak
Het Landelijk Dienstencentrum voor de Rechtspraak (LDCR) is een orgaan van de Nederlandse rechtsprekende macht, zonder rechtsprekende taken. 
Het LDCR is ingesteld op 31 januari 2012. Het voert taken uit op het gebied van HRM, inkoop, informatievoorziening en financiën. Het LDCR doet dit voor de gerechten en landelijke instanties van de rechtspraak en valt hiërarchisch onder de Raad voor de rechtspraak.
Het LDCR is gehuisvest in Utrecht, vlak bij de Jaarbeurs. Er werken ongeveer 200 mensen.